# 2018년 하얼빈 호텔 화재
2018년 8월 25일 중국 헤이룽장성 하얼빈시에 위치한 베일롱 온천호텔(北龙温泉酒店)에서 화재가 발생하였다. 이 화재로 19명이 사망하고 23명이 부상을 입었다.